# 네아스미르니 경기장

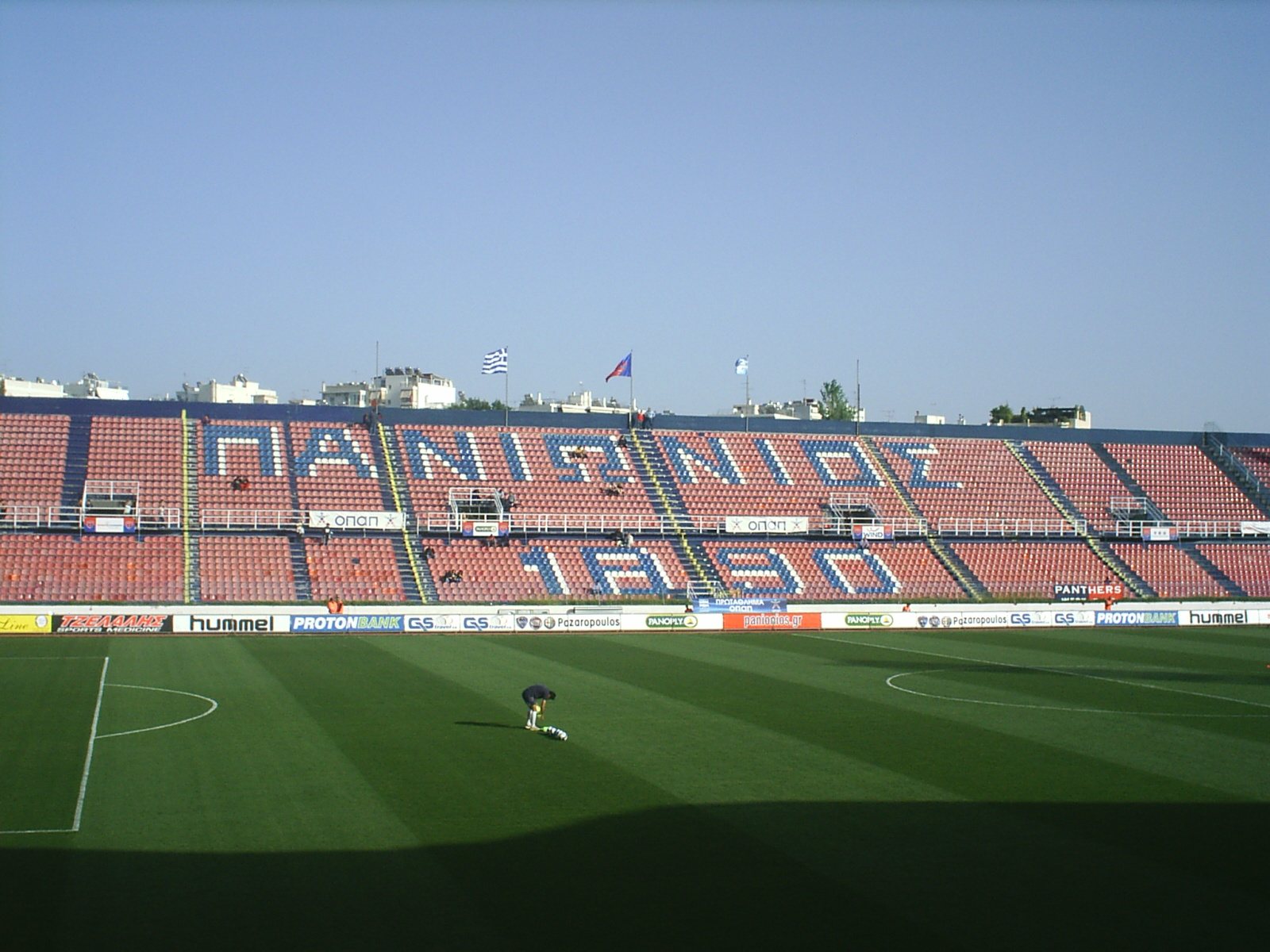

네아스미르니 경기장은 다목적 경기장으로 그리스 아테네 네아스미르니에 위치해 있다. 현재는 대부분 축구 경기의 목적으로 사용되며 파니오니오스 FC의 홈 구장이다. 네아스미르니 경기장은 1939년에 세워져 11,700명을 수용할 수 있다. 파니오니오스의 홈구장이기 때문에 파니오니오스 경기장으로도 불린다.
현재 소유주가 확장 계획을 가지고 있는데, 이미 의회에서 허가를 받았다. 이 계획이 실현되면 경기장은 12,000명 수용 규모의 축구 전용 경기장이 된다.
틀:파니오니오스 FC